# Sloboda-Oekraïne

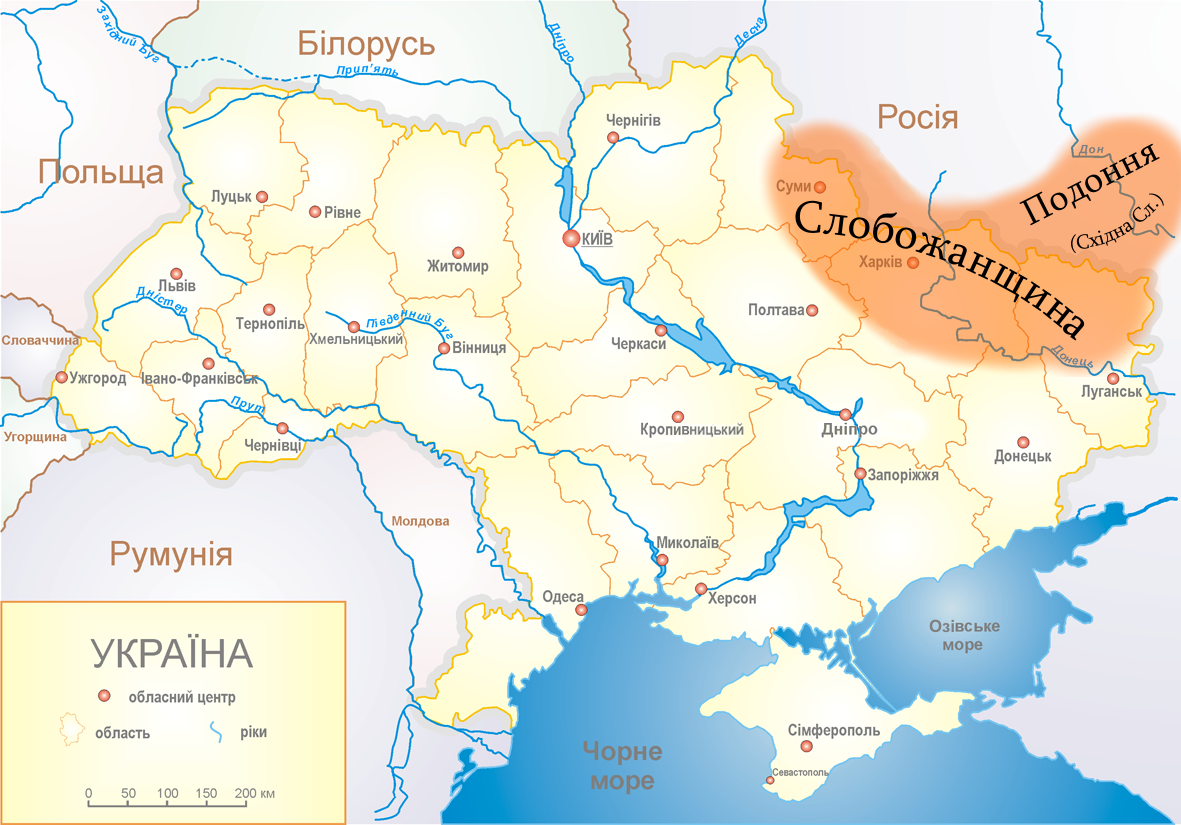
Sloboda- Oekraïne in oranje

Sloboda-Oekraïne (Oekraïens: Слобідська Україна, Russisch: Слобожанщина) was een regio die ontstond en bloeide in de zeventiende en de achttiende eeuw aan de zuidwestelijke grens van het Keizerrijk Rusland.
De schaars bewoonde regio van de Wilde Velden aan de zuidgrens van Moskovië ten zuiden van de rivier Severski Donets en dit gebied werden traditioneel bewoond door de Krim-Tataren en de Nogai die vanuit dit gebied hun aanvallen op Rusland via het Moeravskispoor en het Tsijoemspoor begonnen. Na Russische militaire acties tegen de invallen van de Krim-Tataren begonnen de tsaren de Kozakken aan te moedigen om zich als kolonisten in deze regio te vestigen. Dit deden ze om de grensstreek tegen Tataarse invallen te verdedigen.
Het gebied werd bewoond door Kozakken, boeren en stedelingen van de linker (bij het Verdrag van Androesovo in 1667 Russisch geworden) en rechteroever Oekraïne (Pools-Litouws gebleven). De naam sloboda verwijst naar het Slavische woord voor vrijheid en naar een type nederzetting. De kolonisten waren vrij van de tsaar en ze waren een bepaalde periode vrijgesteld van het betalen van belasting en tarieven, wat voor de kolonisten een aanleiding was om naar dit gebied te trekken. Aan het einde van de achttiende eeuw hadden 523 slobodas zich gevestigd in Sloboda-Oekraïne.
Van 1650 tot 1765 werd het gebied van Sloboda-Oekraïne volgens Kozakse militaire traditie strak bestuurd en dit gold ook voor de Zaporozje-Sitsj en het Kozakken-Hetmanaat. De Kozakken die in dat gebied woonden werden Sloboda-Kozakken genoemd. Er waren vijf regimenten (polki) genoemd naar de plaatsen waar ze bijeenkwamen die weer in districten (sotni) verdeeld waren Ostrogozsk, Charkov, Ochtyrka, Soemy en Izjoem.
Onder Catharina II van Rusland werden de districten van de Sloboda-Kozakken ontmanteld en de privileges van de Kozakken werden bij een decreet van 28 juli 1765 afgeschaft. Het gebied werd onderdeel van de provincie (namestnitsjestvo) Sloboda-Oekraïne. De bestuurders van de Kozakse regimenten werden vervangen door Russische huzaren en de hoge Kozakse officieren (starsjinas) kregen een Russische officiële onderscheiding waardoor ze toetraden tot de Russische adel.
In 1835 werd de provincie Sloboda-Oekraïne afgeschaft en het grootste deel van het gebied werd overgedragen aan het Gouvernement Charkov en kleinere delen van het gebied aan het Gouvernement Voronezj en het Gouvernement Koersk. De grenzen van de gouvernementen werden in de Oekraïense Socialistische Sovjetrepubliek veranderd totdat de huidige grenzen die in de jaren 1930 vastgesteld werden.
Het gebied van Sloboda-Oekraïne komt overeen met de huidige Oekraïense oblasten Charkov en delen van Soemy, Donetsk en Loehansk en de Russische oblasten Belgorod, Koersk en Voronezj.